# Юрново (Костромская область)
Юрново — деревня в Расловском сельском поселении Судиславского района Костромской области России.

## География
Деревня расположена на берегу речки Шевляга.

## История
Юрново, вместе с деревнями Анисимово, Осташково, Мирское, Косково и Слободка, входила в состав имения, центром которого было сельцо Долматово. В 1625 году за участие в обороне Москвы от поляков имение получил галичский боярский сын Ф. Ф. Головцын, который построил в Долматово свою родовую усадьбу.
Согласно Спискам населенных мест Российской империи в 1872 году деревня относилась к 2 стану Костромского уезда Костромской губернии.
Согласно Списку населенных мест Костромской губернии в 1907 году деревня относилась к Шишкинской волости Костромского уезда Костромской губернии.
До муниципальной реформы 2010 года деревня входила в состав Долматовского сельского поселения Судиславского района.

## Население
| 1872 | 1897 | 1907 | 2008 | 2010 | 2014 |
| ---- | ---- | ---- | ---- | ---- | ---- |
| 25   | ↗39  | ↗54  | ↘3   | ↘0   | ↗2   |

Историческая численность населения: в 1872 году — 25 человек, в 1897 году — 39 человек, в 1907 году — 54.
Гендерный состав
Согласно Спискам населенных мест Российской империи в 1872 году в 7 дворах проживало 10 мужчин и 15 женщин.
Согласно переписи населения 1897 года в деревне 19 мужчин и 20 женщин.
По сведениям волостного правления за 1907 год в деревне числилось 11 крестьянских дворов и 54 жителя. Основным занятием жителей деревни, помимо земледелия, была работа чернорабочими.

## Инфраструктура
Личное подсобное хозяйство.

## Транспорт
Стоит на автодороге межмуниципального значения «Меза-Кобякино» (идентификационный номер 34 ОП РЗ 34К-234) (Постановление Администрации Костромской области от 4 сентября 2006 года N 71-а Об утверждении перечней автомобильных дорог общего пользования регионального или межмуниципального значения в Костромской области (с изменениями на 16 декабря 2019 года)).